# Chrioloba dentifascia
Chrioloba dentifascia är en fjärilsart som beskrevs av W. Warren 1904. Chrioloba dentifascia ingår i släktet Chrioloba och familjen mätare. Inga underarter finns listade i Catalogue of Life.